# Liban na Letnich Igrzyskach Olimpijskich 2012
Liban na XXX Letnich Igrzyskach Olimpijskich w Londynie reprezentowało 10 sportowców - 3 mężczyzn i 7 kobiet. Nie zdobyli oni żadnego medalu.
Był to szesnasty start Libanu na letnich igrzyskach olimpijskich.
Były to już ósme igrzyska z rzędu, z których Libańczycy nie przywieźli medalu (ostatni w Moskwie w 1980).

## Reprezentanci

### Judo
Kobiety
| Zawodnik      | Konkurencja | 1/16                               | 1/8              | Ćwierćfinały     | Półfinały        | Repesaż 1        | Repesaż 2        | Repesaż 3        | Finał            | Finał   |
| Zawodnik      | Konkurencja | Przeciwnik Wynik                   | Przeciwnik Wynik | Przeciwnik Wynik | Przeciwnik Wynik | Przeciwnik Wynik | Przeciwnik Wynik | Przeciwnik Wynik | Przeciwnik Wynik | Pozycja |
| ------------- | ----------- | ---------------------------------- | ---------------- | ---------------- | ---------------- | ---------------- | ---------------- | ---------------- | ---------------- | ------- |
| Caren Chammas | -63 kg      | Elisabeth Willeboordse P 0000-1100 | NQ               | NQ               | NQ               | NQ               | NQ               | NQ               | NQ               | NQ      |

### Lekkoatletyka
Mężczyźni
| Zawodnik    | Konkurencja                | Kwal. | Kwal. | Półfinał | Półfinał | Finał | Finał |
| Zawodnik    | Konkurencja                | Wynik | Poz.  | Wynik    | Poz.     | Wynik | Poz.  |
| ----------- | -------------------------- | ----- | ----- | -------- | -------- | ----- | ----- |
| Ahmad Hazer | bieg na 110 m przez płotki | 14,82 | 9.    | NQ       | NQ       | NQ    | NQ    |

Kobiety
| Zawodnik        | Konkurencja   | Kwal. | Kwal. | Półfinał | Półfinał | Finał | Finał |
| Zawodnik        | Konkurencja   | Wynik | Poz.  | Wynik    | Poz.     | Wynik | Poz.  |
| --------------- | ------------- | ----- | ----- | -------- | -------- | ----- | ----- |
| Greta Taslakian | bieg na 200 m | 24,49 | 8.    | NQ       | NQ       | NQ    | NQ    |

### Pływanie
Mężczyźni
| Zawodnik      | Konkurencja             | Eliminacje | Eliminacje | Półfinał | Półfinał | Finał | Finał   |
| Zawodnik      | Konkurencja             | Czas       | Miejsce    | Czas     | Miejsce  | Czas  | Miejsce |
| ------------- | ----------------------- | ---------- | ---------- | -------- | -------- | ----- | ------- |
| Wael Kobrosly | 100 m stylem klasycznym | 1:07,06    | 44.        | NQ       | NQ       | NQ    | NQ      |

Kobiety
| Zawodnik         | Konkurencja           | Eliminacje | Eliminacje | Półfinał | Półfinał | Finał | Finał   |
| Zawodnik         | Konkurencja           | Czas       | Miejsce    | Czas     | Miejsce  | Czas  | Miejsce |
| ---------------- | --------------------- | ---------- | ---------- | -------- | -------- | ----- | ------- |
| Katya Bachrouche | 800 m stylem dowolnym | 8:44,50    | 29.        | —        | —        | NQ    | NQ      |

### Strzelectwo
Kobiety
| Zawodnik   | Konkurencja | Kwalifikacje | Kwalifikacje | Finał | Finał   |
| Zawodnik   | Konkurencja | Wynik        | Pozycja      | Wynik | Pozycja |
| ---------- | ----------- | ------------ | ------------ | ----- | ------- |
| Ray Bassil | trap        | 64           | 18.          | NQ    | NQ      |

### Szermierka
Mężczyźni
| Zawodnik    | Konkurencja          | 1/32             | 1/16             | 1/8              | Ćwierćfinały     | Półfinały        | Finał            | Finał   |
| Zawodnik    | Konkurencja          | Przeciwnik Wynik | Przeciwnik Wynik | Przeciwnik Wynik | Przeciwnik Wynik | Przeciwnik Wynik | Przeciwnik Wynik | Pozycja |
| ----------- | -------------------- | ---------------- | ---------------- | ---------------- | ---------------- | ---------------- | ---------------- | ------- |
| Zain Shaito | floret indywidualnie | Zhu Jun 2–15     | NQ               | NQ               | NQ               | NQ               | NQ               | NQ      |

Kobiety
| Zawodnik    | Konkurencja          | 1/32                  | 1/16                    | 1/8              | Ćwierćfinały     | Półfinały        | Finał            | Finał   |
| Zawodnik    | Konkurencja          | Przeciwnik Wynik      | Przeciwnik Wynik        | Przeciwnik Wynik | Przeciwnik Wynik | Przeciwnik Wynik | Przeciwnik Wynik | Pozycja |
| ----------- | -------------------- | --------------------- | ----------------------- | ---------------- | ---------------- | ---------------- | ---------------- | ------- |
| Mona Shaito | floret indywidualnie | Shaimaa El-Gammal 7–6 | Elisa Di Francisca 2–15 | NQ               | NQ               | NQ               | NQ               | NQ      |

### Taekwondo
Kobiety
| Zawodnik     | Konkurencja | 1/8               | Ćwierćfinał          | Półfinał         | Repesaż 1        | Repesaż 2        | Finał            | Finał   |
| Zawodnik     | Konkurencja | Przeciwnik Wynik  | Przeciwnik Wynik     | Przeciwnik Wynik | Przeciwnik Wynik | Przeciwnik Wynik | Przeciwnik Wynik | Pozycja |
| ------------ | ----------- | ----------------- | -------------------- | ---------------- | ---------------- | ---------------- | ---------------- | ------- |
| Andrea Paoli | -57 kg      | Nidia Muñoz W 4–2 | Tseng Li-cheng P 2–5 | NQ               | NQ               | NQ               | NQ               | NQ      |

### Tenis stołowy
Kobiety
| Zawodnik          | Konkurencja   | Eliminacje          | Runda 1          | Runda 2          | Runda 3          | 1/8 finału       | Ćwierćfinały     | Półfinały        | Finał            | Finał   |
| Zawodnik          | Konkurencja   | Przeciwnik Wynik    | Przeciwnik Wynik | Przeciwnik Wynik | Przeciwnik Wynik | Przeciwnik Wynik | Przeciwnik Wynik | Przeciwnik Wynik | Przeciwnik Wynik | Pozycja |
| ----------------- | ------------- | ------------------- | ---------------- | ---------------- | ---------------- | ---------------- | ---------------- | ---------------- | ---------------- | ------- |
| Tvin Moumjoghlian | singel kobiet | Sarah Hanffou 0 – 4 | NQ               | NQ               | NQ               | NQ               | NQ               | NQ               | NQ               | NQ      |